# 1360 Tarka
1360 Tarka este un asteroid din centura principală, descoperit pe 22 iulie 1935, de Cyril Jackson.